# Wederikdwergspanner
De wederikdwergspanner (Anticollix sparsata) is een vlinder uit de familie van de spanners (Geometridae). 

## Kenmerken
De voorvleugellengte bedraagt tussen de 11 en 13 millimeter. De basiskleur van de voorvleugel is lichtbruin. De achtervleugel heeft een opvallend getande rand, langs de franje loopt een zwarte onderbroken lijn.

## Waardplanten
De wederikdwergspanner gebruikt wederik als waardplant. De rups is te vinden van juni tot oktober. De soort overwintert als pop aan de waardplant.

## Voorkomen
De soort komt verspreid van Europa tot Japan voor. 

### Nederland en België
De wederikdwergspanner is in Nederland een zeldzame en in België een niet zo algemene soort. De vlinder kent jaarlijks twee generaties, die vliegen van mei tot in september.